# Pandanwangi (Tempeh)
Pandanwangi is een bestuurslaag in het regentschap Lumajang van de provincie Oost-Java, Indonesië. Pandanwangi telt 5690 inwoners (volkstelling 2010).